# Gatling-géppuska
A Gatling-géppuska egyike a legismertebb korai gyorstüzelő fegyvereknek és előfutára a modern géppuskáknak. A fegyver Richard J. Gatling találmánya. Először az 1860-as években vívott amerikai polgárháborúban vetették be, ahol az Unió erői alkalmazták. Később a spanyol–amerikai háborúban is szerepet játszott a San Juan domb lerohanásakor.
A Gatling-géppuska működési elve a többcsövű forgatható rendszeren alapszik, amely megkönnyíti a fegyver hűtését és a tüzelési-újratöltési folyamat szinkronizálását. Ez úgy működik, hogy mindegyik fegyvercső egy lövedéket lő ki. Elsütés után kiveti az elhasznált töltényhüvelyt és ezután új töltény tölt be, a következő lövésig a cső lehűl. Ennek az elvnek köszönhetően nagy tűzgyorsaság érhető el a fegyvercsövek túlmelegedése nélkül.

## Történet

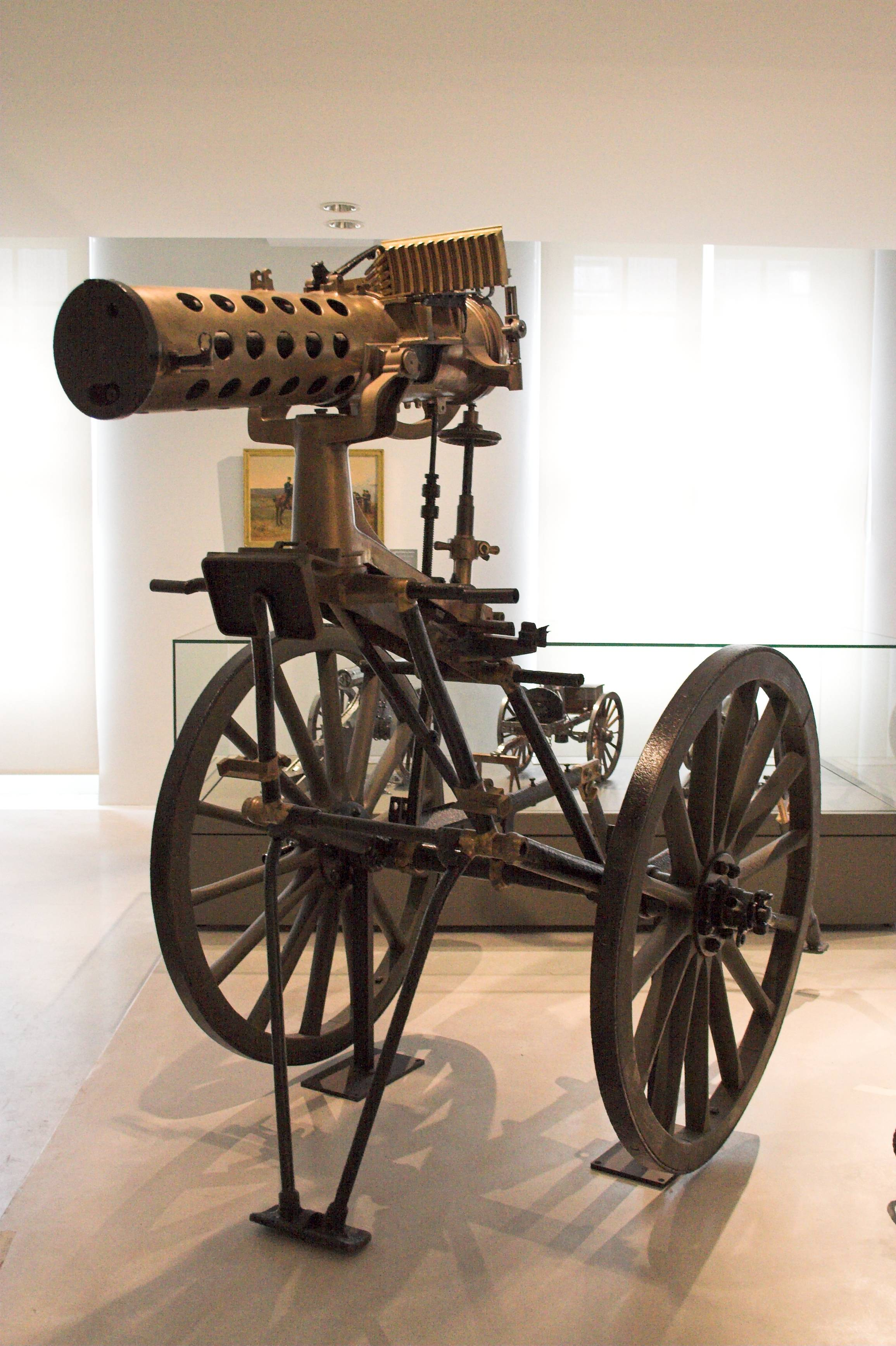
Mitrailleuse Gatling modèle APX 1895.

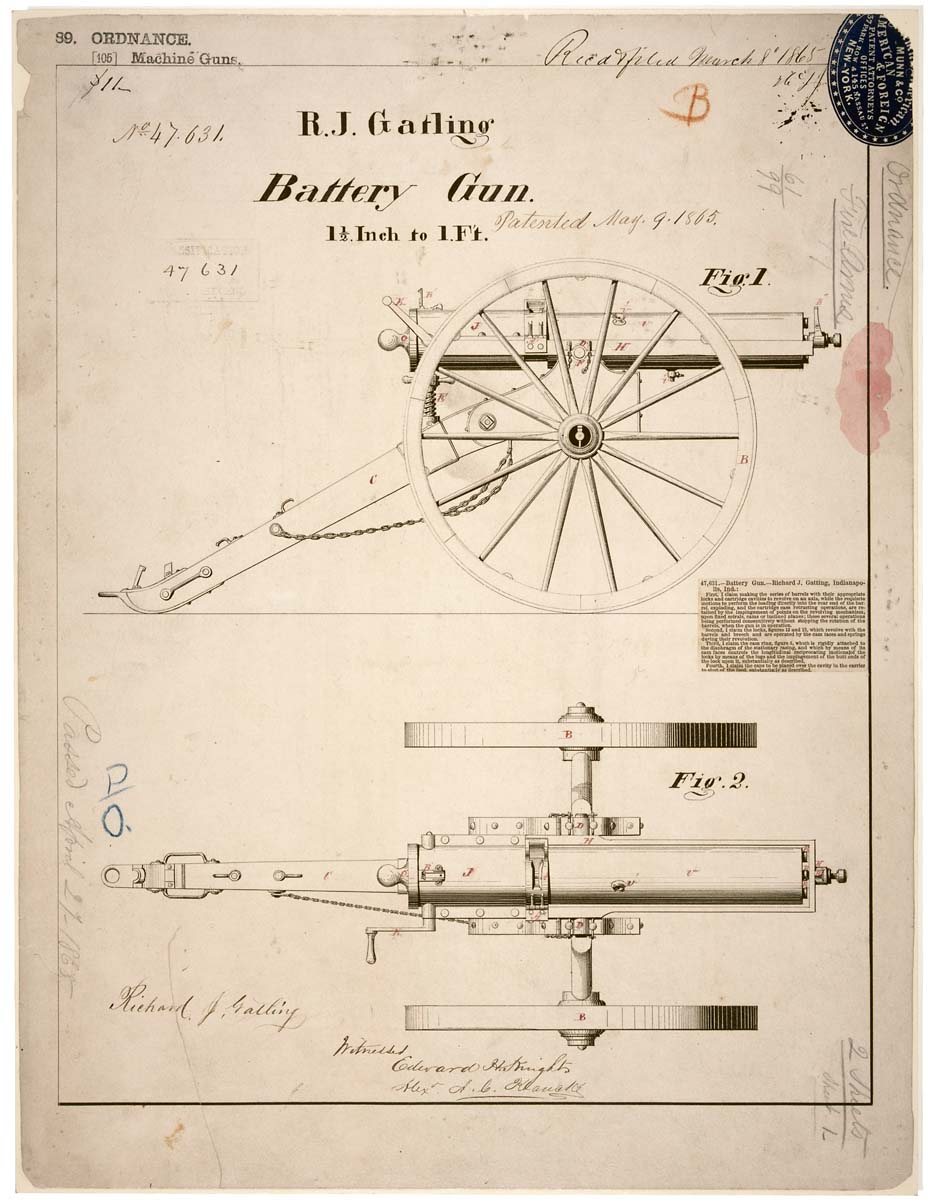
Szabványrajz R.J. Gatling Battery Gun-jához, 1865 május 9.

A Gatling-géppuskát az amerikai feltaláló, Dr. Richard J. Gatling tervezte 1861-ben, majd 1862 november 4-én szabadalmaztatta. Gatling azt írta, azért hozta létre ezt a fegyvert, hogy csökkentse a hadseregek létszámát, ezáltal csökkentse a háborúban eleső katonák számát is.
Habár az első Gatling-géppuska képes volt a folyamatos tüzelésre, szükség volt hozzá egy személyre, aki egy kurbli segítségével forgatja a csöveket; ezáltal nem nevezhető igazi automata fegyvernek. Az 1884-ben feltalált Maxim-géppuska volt az első teljesen automata fegyver, amely a kilőtt lövedék hátraható erejét használta a fegyver újratöltéséhez. Ennek ellenére a Gatling-géppuska hatalmas lépés volt a tűzfegyver technológiában.
A Gatling-géppuska megjelenése előtt az egyetlen fegyvertípus, amely képes volt rövid időn belül sok lövedék kilövésére, a francia Reffye-géppuskához (Mitrailleuse de Reffye) hasonló sorlövő fegyverek voltak, vagy a tábori ágyúknál használt kartácslövedékek. Az utóbbit a napóleoni háborúk alatt és után széles körben használták. Habár ezen fegyverek tűzgyorsasága növekedett mikor egymás után többször is tüzeltek, de továbbra is szükség volt az újratöltésre minden egyes lövés után, ami a többcsöves fegyverek esetében, mint a Reffye-géppuska, igen sok időt vett igénybe és fáradságos munka volt. Emiatt szinte minden kedvező tulajdonságát háttérbe szorította, így kevésbé volt hatékony a csatamezőn. Összehasonlítva, a Gatling-géppuska nagy tűzgyorsaságot és folyamatos tüzelést tett lehetővé anélkül, hogy a závárzat kinyitásával kézzel újra kéne tölteni.
Az eredeti Gatling-géppuska egy tábori fegyver volt, amely több forgó fegyvercsövet használt, melyeket egy kurbli segítségével forgattak, a lövedékek a tárban szabadon helyezkedtek el (nem alkalmaztak sem hevedert sem láncot), amelyből a gravitációs erő segítségével töltődtek a fegyverbe. A Gatling-géppuska innovációja nem a forgó mechanizmusból (akkoriban már sok revolvernél használták), sem a több fegyvercső alkalmazásából eredt, hanem a gravitációs töltőmechanizmusból, amely lehetővé tette akár képzetlen kezelők számára is, hogy elérjék a relatíve nagy 200 lövés/perces tűzgyorsaságot.

### Amerikai polgárháború és Amerika
A Gatling-géppuskát először az amerikai polgárháborúban vetették be. A fegyvert 1866-ig nem fogadta el az uniós hadsereg, de a gyártó cég bemutatta a fegyvert harc közben.
Germán Astete kapitány a perui haditengerészettől több tucat Gatling-géppuskát vitt magával az Egyesült Államokból 1879 decemberében a salétromháború folyamán. A Gatling-géppuskákat a perui haditengerészet és a hadsereg is használta, kiemelkedően a tacnai csatában (1880 május) és a San Juan-i csatában (1881 január).
Mikor 1885-ben Kanadában kitört az indiánok és meszticek „északnyugati lázadás”-a Frederick Middleton kanadai vezérőrnagy vásárolt két Gatling-géppuskát. Gatling dr. a feltaláló Arthur L. Howardot a Connecticuti Nemzeti Gárda alhadnagyát – korábbi lőszergyárost – javasolta szakértőnek. Howard az Északnyugati területekre utazott ahol bemutatókat tartott, majd az egyik géppuskát a Cut Knife-i csatában használták a mai Saskatchewan tartomány területén.
A korai többcsövű fegyverek mérete és súlya megközelítette a tüzérségi eszközökét, és gyakran alkalmazták őket az ágyúkból kilőtt kartácslövedékek helyett. A Gatling-géppuskákat hajók fedélzetére is felszerelték. A Reffye-géppuskához hasonló korábbi fegyverekkel összehasonlítva, melyeket kézzel kellett újratölteni, a Gatling-géppuska sokkal megbízhatóbb és könnyebben kezelhetőbb, tűzgyorsasága bár lassabb, de folyamatos volt. Hátránya volt, hogy a mozgatásához használt nagy kerekek magas tüzelési pozíciót igényeltek, így megnövelték a kezelőszemélyzet sebezhetőségét.
A fekete lőporos lövedékek folyamatos tüzelése nagy füstfelhőt keltett, így a füstmentes puskapor megjelenéséig, amelyet a 19. század végén találtak fel, lehetetlen volt rejtekből tüzelni, egy hosszabb sorozat után pedig a fegyver körül még látni sem lehetett, ez pedig a célzást is megnehezítette. Iparosodott nemzetek elleni harc esetén azok gyakran tüzérséget és mesterlövészeket használtak a Gatling-géppuskák kezelőszemélyzetének kiiktatására, mivel az ágyúk messzebbre lőttek, a mesterlövészek pedig rejtekből, észrevétlenül harcoltak.

### Afrika és Ázsia
A Gatling-géppuskát leghatékonyabban az európai birodalmak gyarmatain használták, ahol nem iparosodott közösségek harcosait szó szerint lekaszabolták a fegyverrel. Az Orosz Birodalom 400 darabot vásárolt a fegyverből, melyeket a türk lovasok és más közép-ázsiai nomád népek ellen használtak. A brit királyi haditengerészet szintén használta a géppuskát; Alexandriánál, az egyiptomiak ellen vívott 1882-es ütközetben a Gatling-géppuska roppant hatásosnak bizonyult.

### Spanyol–amerikai háború
A Gatling-géppuskákat az amerikai hadsereg bevetette a spanyol–amerikai háborúban is. Egy négy géppuskából álló üteg, amely az 1895-ös modellel volt felszerelve egy különálló osztagot képezve John „Gatling gun” Parker hadnagy vezetése alatt harcolt. Az osztag nagyon hatékonynak bizonyult az előretörő amerikai erők támogatására a San Juan-dombi csata folyamán, ahol három Gatling-géppuskát használtak a spanyol védők ellen. A San Juan és Kettle dombok elleni amerikai roham során a három géppuska összesen 18 000 darab .30 Army lövedéket lőtt ki nyolc és fél perc alatt (átlagosan géppuskánként ez 700 lövés/perces tűzgyorsaságot jelent) a spanyol katonák állásai ellen, hatalmas pusztítást végezve.
A jelentős eredménynek ellenére a Gatling-géppuskák súlya és ormótlan mérete miatt nehéz terepen nem tudtak lépést tartani a gyalogsággal, mint például Kubában, ahol az utak gyakran csak a dzsungelben kitaposott ösvények voltak. Ebben az időben a tengerészgyalogosok már a sokkal modernebb háromlábú állványra erősített M1895 Colt-Browning géppuskát használták, amelyet bevetettek a Cuzco Well-i csatában is a spanyolok ellen.
A polgárháború alatt egy új Gatling-géppuska 1000 amerikai dollárba került. 2011-ben egy jó, működőképes állapotban lévő M1883 Colt Gatling-géppuska futóművel és 105 darab lőszerrel több, mint 300 000 dollárba került.

## Kialakítása és jellemzői

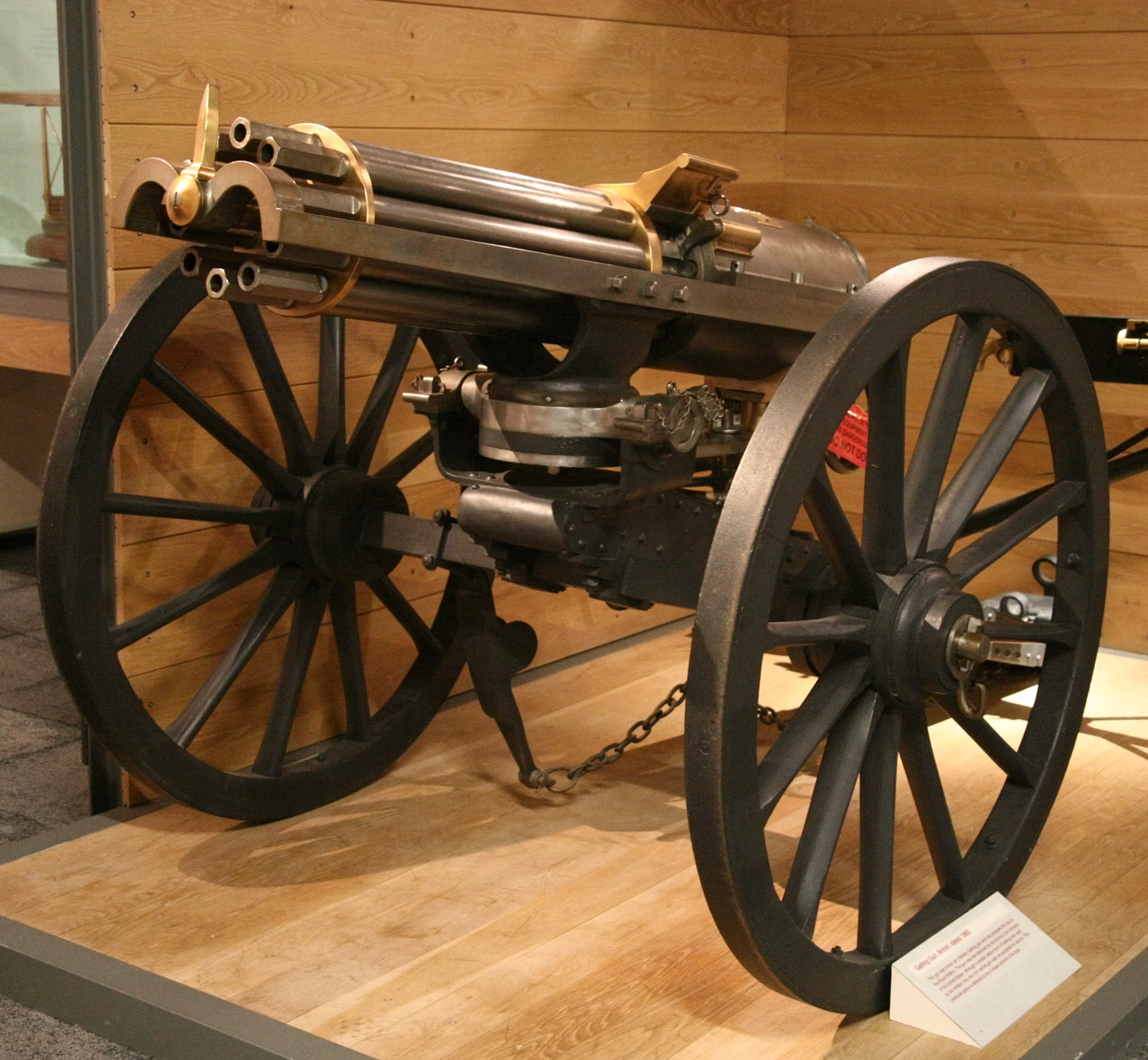
Egy brit M1865 Gatling-géppuska a Firepower - The Royal Artillery Museumban

A Gatling-géppuska kézzel működtetett, hatcsövű, egy középen elhelyezett tengelyen forgatott fegyver volt, habár egyes típusoknál tíz fegyvercsövet használtak. A korai modelleknél rostos nádszövetet dugtak a fegyvercsövek közé, melyeket vízzel itattak át, hogy lehűtsék a csöveket. Ezt a későbbi modelleknél elhagyták.
A lőszer eredetileg acélköpenyes, fekete lőporral töltött, gyújtós típusú volt, mivel a rézhüvelyes töltényeket még nem teljesen fejlesztették ki és még nem voltak elérhetőek. A töltényeket a gravitációs erő segítségével a fegyver tetején töltötték a fegyverbe egy tölcsér vagy egyenes tár alkalmazásával. Mindegyik fegyvercsőnek saját tüzelőmechanizmusa volt. 1861 után, az új rézhüvelyes lőszer megjelenésével, amely már hasonló volt a modern lőszerekhez, felváltotta a régi papírhüvelyt, de Gatling nem váltott át ezekre azonnal.
Az 1881-es modellt a Bruce-féle töltőrendszerhez fejlesztették ki (247,158 és 343,523 szabvány), hogy befogadja a kétsoros .45-70 lőszert. Amíg az egyik sort a fegyverbe töltik, addig a másik sort újratöltik, így folyamatos tüzelést érhettek el. A végső típushoz négy kezelő kellett. 1876-ra a fegyver elméleti tűzgyorsasága 1200 lövés/perc lett, habár harctéri körülmények között 400 lövés/perces tűzgyorsaságot értek el vele.
Mindegyik puskacső a tüzelési folyamat egy bizonyos pontján tüzel. A puskacsövek és a zárhenger különálló alkatrészek voltak, melyeket egy kemény lemezre rögzítettek egy központi tengely körül, ezt pedig egy téglatest alakú keretbe helyezték. Minden csőnek volt egy egyszerű zárja, melyek a zárhengerben működtek, egy vonalban a csővel.
A Gatling-géppuska hajtókarját tekerve a hat cső egymást váltva forgott a központi tengely körül. Amikor egy cső a helyére ugrott, a kakas felemelkedett, bekattintotta a závárzatba épített ütőszeget, és rácsapott a lőszer hátsó csappantyújára, mire a lövedék kirepült a csőből. A kellő gyorsasággal forgatott kallantyú hatalmas tűzgyorsaságot biztosított, a lőszertartály pedig biztosította a folyamatos utántöltést. A megoldás nyomokban hasonlított az 1836-os Colt Paterson revolver működési elvére, de ott a cső mozdulatlan volt, csak a forgótár mozgott. Gatling géppuskáján ezzel szemben a tár rögzített volt, a csövek pedig egyszerre látták el a forgótár és a cső szerepét.
1893-ra a Gatlingot alkalmassá tették az új .30 Army füstmentes lőszer használatára. Az új M1893 típusú géppuskák hat puskacsővel rendelkeztek, maximális tűzgyorsaságuk elérte a 800-900 lövés/percet. Dr. Gatling később az M1893 egyes példányait ellátta elektromos motorral és ékszíjjal, amelyek a kurblit forgatták. A próbák során az elektromos Gatling-géppuskák 1500 lövés/perces tűzgyorsaságot produkáltak.
Az M1893-ból kisebb változtatásokkal létrehozták az M1895 típust, melyből 94 darabot gyártott a Colt az amerikai hadsereg számára. Ezek közül négyet John H. Parker hadnagy vetett be az 1898-as kubai Santiago hadjárat során. Az M1895-öst csak a Bruce-féle töltőrendszerrel lehetett használni. Minden korábbi típus festetlen volt, de az M1895-öt olívazöldre festették.
Az M1900 nagyon hasonló volt az M1895-höz, de csak néhány részét festették zöldre. Az amerikai hadsereg vásárolt néhányat ebből a típusból. Minden Gatling-típust fel lehetett szerelni egy páncélozott tábori futóműre.
1903-ban a hadsereg az M1900-as típusú géppuskákat átalakította az új .30-03 lőszer használatához (ezt a lőszert az M1903 Springfield puskához rendszeresítették), melyek ezután az M1903 típusnevet viselték. A későbbi M1903-'06 az M1903 .30-06 lőszerre átalakítva. Ezt az átalakítást a hadsereg Springfield Armory javítóműhelye végezte.
1911-ben, 45 évnyi szolgálat után az összes Gatling-géppuska típust elavultnak nyilvánították.

## A modern Gatling-rendszerű tűzfegyverek
Miután a Gatling-géppuskákat leváltották a modernebb hátrasiklás vagy gázüzemű fegyverek, a Gatling-típusú fegyverek több évtizedre feledésbe merültek, majd a múlt század negyvenes éveiben ismét foglalkozni kezdtek vele. Ennek legfőbb oka a sugárhajtású repülőgépek megjelenése volt, amelyek nagy sebessége kevés időt hagyott a sikeres tűzcsapásra. Sok esetben 1-2 másodperc alatt kellett megfelelő mennyiségű lövedéket a célba juttatni. Az elektromosan vagy hidraulikusan hajtott Gatling-rendszerű gépfegyverek egyes kísérleti példányaival percenként tízezer lövést is le tudtak adni. A gyakorlatban alkalmazott Gatling-rendszerű gépfegyverek tűzgyorsasága jellemzően 1000 és 6000 lövés/perc között mozog. Az első modern sorozatban is gyártott ilyen fegyver az M61 Vulcan volt, amely különféle változatai szinte valamennyi amerikai gyártású vadászrepülőgép arzenáljában megtalálható volt a 20. század közepétől kezdődően.
|                         | Géppuskák                                                    | Nehéz géppuskák           | Gépágyúk                                                                                                 |
| ----------------------- | ------------------------------------------------------------ | ------------------------- | --- |
| Ausztrália              | KRR Minigun                                                  |                           | |
| Kína                    | KS/LM12 Hua Qing Minigun                                     | KS/LM5 14.5×114mm         | 730-as típusú CIWS 1030-as típusú CIWS                                                                   |
| Németország             | Fokker-Leimberger                                            |                           | |
| USA                     | Bangerter Neal géppisztoly XM133 M134 Minigun XM214 Microgun | GAU–19 (A/B)              | M61 Vulcan M195 M197 XM301 GAU-12/U Equalizer * GAU–22/A XM188 GAU–8/A Avenger * GAU–13/A T250 Vigilante |
| Szovjetunió/Oroszország | Szlosztin GSG–7,62                                           | Nehéz Szlosztin JakB–12,7 | GS–6–23 GS–6–30                                                                                          |

## Fordítás
- Ez a szócikk részben vagy egészben  a   Gatling gun című angol Wikipédia-szócikk ezen változatának fordításán alapul.  Az eredeti cikk szerkesztőit annak laptörténete sorolja fel. Ez a jelzés csupán a megfogalmazás eredetét és a szerzői jogokat jelzi, nem szolgál a cikkben szereplő információk forrásmegjelöléseként.